# A Hero's Death (cançó)
"A Hero's Death" és una cançó de la banda irlandesa post-punk, Fontaines D.C. La cançó és el senzill principal i la cançó principal del seu segon àlbum. La cançó es va publicar el 5 de maig de 2020 a través de Partisan Records.
"A Hero's Death" va ser la primera cançó de la banda a classificar-se, arribant al número 30 a Escòcia i al número 67 a l'UK Singles Downloads Chart.

## Vídeo musical
El vídeo musical de la cançó va ser dirigit per Hugh Mulhern i produït per Aaron McEnaney i Theresa Adebiyi. l vídeo musical inclou un espectacle nocturn fictici anomenat The Georgie Barnes Show protagonitzat per un carismàtic presentador de tertúlies anomenat Georgie Barnes, (interpretat per Aidan Gillen) el co-presentador és un titella. La sèrie compta amb l'amfitrió de la tertúlia saludant la banda abans que toquessin una cançó al programa, però esdevé existencial quan la banda sembla mostrar més agraïment al titellaire (Bryan Quinn) i al titella en lloc de l'amfitrió.

## Actuacions en directe
La primera actuació en directe de la cançó va arribar el 12 de juliol de 2020 a Later... with Jools Holland quan la banda va interpretar la cançó. A causa de la pandèmia de COVID-19, els membres de la banda van actuar en diferents llocs i van ser emesos simultàniament per a una actuació "At Home" de la cançó. La primera actuació en directe de la banda junts va ser el 28 de gener de 2021 quan la banda va actuar a The Tonight Show Starring Jimmy Fallon.